# メタルギアアシッド
『メタルギアアシッド』（METAL GEAR AC!D、略称: MGA）は、2004年12月16日に発売されたPlayStation Portable用ゲームソフト。「メタルギアシリーズ」の外伝的作品の1つ。

## 概要
本作はアクションゲームである従来の「メタルギアシリーズ」と違い、トレーディングカードを使った戦術級シミュレーションゲームであり、戦略諜報カードゲームと称される。2005年には、システムを踏襲した続編の『メタルギアアシッド2』（以下、『アシッド2』）も発売された。
監督は同じく携帯機の外伝である『メタルギア ゴーストバベル』（以下、『ゴーストバベル』）に続いて野尻真太。シリーズ監督の小島秀夫はエグゼクティブプロデューサーとなっている。シナリオは劇作家の栃堀木を招き、本編や『ゴーストバベル』に携わった福島智和と村田周陽も参加している。栃堀にとっては初のゲームシナリオとなる。キャラクターデザインは本編の新川洋司ではなく『ANUBIS ZONE OF THE ENDERS』の政尾翼が担当している。
今まで発売された小島秀夫作品（『スナッチャー』『ポリスノーツ』『ボクらの太陽』『ZONE OF THE ENDERS』）のテイストがふんだんに盛り込まれており、メタルギアシリーズのみならずこれらの作品もカードとして登場する。

## ゲームシステム
本作は「メタルギアシリーズ」の戦略諜報アクションのシステムとトレーディングカードゲームのシステムとの両方のシステムがミックスされており、「戦略諜報カードゲーム」という独自のシステムになっている。
マップを移動し、さまざまなアクションを駆使し、なるべく敵に見つからないように任務を達成（特定の地点まで移動する、ボスを倒すなど）するのが目的。ステージ内を巡回している兵士には「視界」が設定されており、敵の視界に入ると通信によって仲間を次々と呼ばれ不利になる。このため敵兵に発見されないようにやり過ごしたり、発見される前に倒したり、眠らせたりしながら進むことが重要になる。この辺りは「メタルギア」のシステムを継承している。ただし、このゲームではアクションは全て「カード」の形になっている。 
ゲーム本編はデッキの編成を行う「インターミッション」と実際にゲームを行う「ミッション」の2つの流れがある。
インターミッション
プレイヤーは現在所持しているカードから30〜40枚を選び、「デッキ (DECK)」を編成する。このカードはミッション中に手に入れたり、ミッションクリア時にボーナスとして支給されたり、インターミッションのショップでptsと引き換えに購入することで入手できる。また、初心者のために自動的にデッキを作成するオート (AUTO)デッキ生成モードもある。
ミッションクリア時に成績に応じて貰える「ポイント」でカードを購入することもこのモードで行う。
ミッション
ゲーム本編。ミッションが開始されると、デッキからカードがランダムに6枚配られ「手札」となる。プレイヤーはこの手札からカードを選び、スネークは1ターンに2回まで、テリコは1ターンに3回まで使用することが出来る（カードの効果により行動回数は最大4回まで増やすことも可能）。行動回数を使い切ると敵のターンとなるが、次にいつ自分のターンが来るかどうかは、自ターンに使ったカードの「コスト」によって変動する。コストが高いカードばかり使うと、自分のターンがなかなか回って来ないため、敵に何度も行動されてしまう。逆に、コストを抑えてプレイすれば、自分の次の行動が早く回ってくるため連続して行動することも可能。もちろん、強力なカードはコストが高いことが多いため、コストのバランスを考えることが重要となる。
再び自分のターンになると、手札にカードが2枚補充される。手札が少ない場合は、これを利用するため行動回数が残っていてもターンエンドするという選択もありうる。
デッキのカードを全て使い切ると自分にコストが10追加され、シャッフル後にデッキが復活する。
プレイヤーキャラクターすべてのHPが0になるとミッション失敗でやり直しとなる。

### カード
約200種類のカードはWEAPON、ITEM、ACTION、CHARACTER、SUPPORTの5種類に分類され、カードごとに様々な効果がある。このカードの使い方には、独自の効果を発動する (「USE」or「EQUIP」) の他に、「MOVE」を選ぶことで、スネーク達の移動に使うこともできる。なお、このカードのシステムに関して本作では説明は無いが、続編の『アシッド2』にて「ナノチップエキスパンション」という戦闘行動支援プログラムであると設定付けられた。
WEAPONカード
銃、グレネード、マシンガン、ナイフなどの様々な武器。主に敵を攻撃し、ダメージを与えるのに使う。武器によって射程や効果範囲、ダメージが異なる。また、機械を無効化する「チャフグレネード」、人間タイプの敵を眠らせる「M9」などの特殊な武器もある。
武器には「USE型」（ユーズ型）と「EQUIP型」（イクイップ型）の2種類がある。USE型は使うとその場でそのカードを消費して発動する。EQUIP型はそのままでは使えず、装備欄に「装備」した後に、同じ口径を持つカードをそのカードに重ねることで初めて使用できる。このためEQUIP型は最低2枚同じ口径を持つカードを持っていないと使えないためUSE型に比べやや使いづらい。EQUIPしている武器は敵から攻撃を受けた際に自動的にそのカードを使って反撃できるというメリットがある。また、基本的にEQUIP型の方が威力のあるカードが多い。
ACTIONカード
特殊なアクションをするカード。一度に装備できるアイテムの数を2から4に増やす「EQUIPMENT LV.2」、EQUIP型の武器カードに重ねて使用することで様々な特殊効果を付加できる「転倒付加」「ヘッドショット」など、また、単体でアクションを行う「回し蹴り」もある。
ITEMカード
回復や行動の補助を行うアイテムのカード。自分の体力を回復する「レーション」、味方の体力を回復する「サバイバルキット」、ダメージを軽減する「ボディ・アーマー」などがある。
CHARACTERカード
メタルギアシリーズに登場したキャラクターのカード。カードごとに移動に使えるカード、攻撃に使えるカード、サポートに使えるカードなど様々な効果がある。メタルギア以外にも「ポリスノーツ」「スナッチャー」「ボクらの太陽」「ZONE OF THE ENDERS」からのキャラクターカードも存在する。
SUPPORTカード
攻撃のサポートや回避、状態異常回復、コストの回復を行うカード。特にコストを減らすカードは重要。

### 状態異常
キャラクターはカードやトラップの効果などによって様々な状態異常に陥ることがある。
睡眠
「ZZZ」といういびきのマークが表示される。「M9」などの麻酔銃で攻撃することでこの状態にすることができる。一定のコストが経過するまで行動不能。敵兵をこの状態にすることで気づかれること無く先に進むことが出来る。
気絶
「★」のマークが表示される。パンチやグレネードなどで「転倒」すると手札を1枚失うが、これによって手札が0枚になると気絶状態になり、一定コストが経過するまで行動不能になる。敵兵をこの状態にすることで気づかれずに先に進める。
出血
赤い血液のマークが表示される。ナイフなどの刃物で攻撃されるとこの状態になり、1コストごとに5ずつダメージを受ける。合計50ダメージで自然回復する。ITEMカードの「止血剤」でも回復できる。
引火
炎のマークが表示される。M15白燐手榴弾やニキータミサイルなどの攻撃を受けると発火しこの状態になる。1コストにつき10のダメージを受け、隣にキャラクターがいるとそちらにも引火する。5ブロック移動するかダンボールをかぶる事などで回復。

## ストーリー
舞台となるのは2016年のアメリカ合衆国。
次期大統領候補であるヴィゴ・ハッチ上院議員を乗せたジェット機が、謎の人物によってハイジャックされる。ジェット機の機内は、一定量以上を吸引すると死に至る臭化ベクロニウムによって満たされた。
正体不明の犯人が政府に要求してきたのは、謎の存在「ピュタゴラス」の譲渡だった。アメリカ政府は、既に現役を退いた伝説の傭兵「ソリッド・スネーク」にピュタゴラスの正体を突き止めるよう指令を出す。
政府の調査により、ピュタゴラスとはモロニ共和国が領する孤島・ロビト島にあるロビト理化学研究所が研究を行っているものと判明。特殊部隊・HRTと共に、ロビト島に潜入するスネーク。だがそこで、スネークは不思議な現象に襲われる。そして、事態は予想外の展開を迎えていく。

## 主なキャラクター
ソリッド・スネーク
本作の主人公。伝説の英雄として名高い傭兵。既に一線を退き、アラスカに戻って細々と暮らしていた。かつての上司であるロイ・キャンベルの盟友を名乗るロジャーに懇願され、ロビト島に潜入する。『メタルギアソリッド』でスネークが着用していたスニーキングスーツとよく似た、灰色のスーツを着ている。一方、『MGS』本編に比べるとかなり髪が伸びている。
島で出会ったウィリアム・L・フレミングから、自分は「ハンス・ディヴィス」だという指摘を受ける。そして同時に現れたハンスの記憶により、ハンスは自分のもう1つの人格なのではないか、と不安を感じ始める。
しかし、実際のところスネークはハンス・ディヴィスではなく、フレミングによる演技と罠、そしてNo.16=アリスにACUAを投与されたことによって、ハンス・ディヴィスの記憶と意識を作りだされていただけであった。ロジャーがスネークを引き入れたのも、アリスが自身の本作戦への参加条件として彼の招聘を提示したためである。スネークを手に入れ、自分の感情を共有してもらうことを望んでいたアリスに対し、任務終了時に「人は絵の具のように混ざり合って、別の色になることはできない」と呟き、その境遇を悼んだ。
『MGS』本編のスネークと同じく、アラスカで隠遁生活を送っているが、こちらは犬ぞりではなく登山が主な趣味である。任務招聘の際も登山途中であったらしく、任務完了後には、登山を再開すると言ってテリコもそれに参加することになった。
テリコ・フリードマン
本作のパートナー。HRT潜入部隊の唯一の生存者である女性兵士。ハーフだが、日本名が「照子（てるこ）」であることにコンプレックスを持っていた。しかし、HRTに入るときに、事務員が間違って「TELIKO」としてデータを作成してしまい、それを本人がこれ幸いと訂正しなかったために「テリコ」という名になった。祖母の名前は「亀」というらしい。かなり勝ち気な性格で、スネークからは「自意識過剰気味な御婦人（レディー）」と呼ばれる。
白を基調としたスニーキングスーツを着ており、髪も白みの強いブラウンである。スネークよりも体力が低いが、その分行動回数は高く設定されている。なおこの性質は、続編での女性プレイヤーキャラクターであるヴィナスにも受け継がれている。
中盤まで操作するテリコは、変装のスペシャリスト「ラ・クラウン」の化けていた偽者であり、本物のテリコはロビト島西部のエブロ・タワーに監禁されている。タワーに潜入したスネークと対面するも、当初はスネークを敵と見做して襲いかかってきたことと、スネーク側もクラウンの件で疑心暗鬼になっていたために戦闘になる。戦闘後、アリスによって誤解が解けたことで以後はスネークと行動を共にする。
父のコリン・フリードマンは多くの受勲を受けた英雄だったが、あるときテロ組織の首謀者という嫌疑を掛けられてスキャンダルに呑まれ、拳銃自殺したとされていた。しかし、実際は何者かに暗殺されており、テリコは仇を追い求めて「六人の探求者」へと辿り着いたものの、犯人の特定には至っていなかった。後に実行犯がクラウンであることが判明し、その依頼者がハンス・ディヴィスであるともアリスの口から明かされた。
終盤には奇異な言動や態度を見せるスネークに疑念を抱き、それを煽るアリスの言葉に惑わされつつも最終的にはスネークを信じることを選択。最終決戦ではフレミングを追いかけてメタルギアに乗り込み、内部から攻撃を仕掛けて外で戦うスネークを支援し、メタルギア破壊後は悪足掻きに抵抗するフレミングを射殺した。その後は、アリスの裏切りに衝撃を受けながらも、自爆する基地から無事脱出。スネークが中断していた登山を再開することを聞き、自分もそれについていくことを伝えた。
ロジャー・マッコイ
CIA所属。階級は大佐。ロイ・キャンベルの盟友。スネークに作戦参加を依頼し、作戦の指揮を取る。古傷のために常に片足を引き摺っている。
ベトナム戦争時、自分の部下だったレオーネにスパイの疑いを抱き、彼の人生を狂わせてしまった。今回の事件にレオーネが加わっていることを知り、既に引退していたにもかかわらず指揮官に志願した。スネークへの疑いが強まり、更に虚実の入り混じった出来事の数々で精神的に疲弊しつつも、この過去の過ちから最終的にはスネークを信じ抜くことを決意する。
メタルギア破壊後、本性を表したアリスから銃を奪い取ろうとして撃たれ重傷を負うも、チャールズに救助される。スネークによりレオーネの最期の言葉を伝えられ、スネークに感謝しつつ再会を約束して通信を終えた。キャンベルとは面識こそあったが盟友ではなく、それらはスネークを参加させるための嘘だった。
アリス・ヘイゼル
イギリス人。サイ能力を持つ十代の少女で、FBIなどで捜査に協力している。遠隔透視と予知現象を基にスネークをサポートする。スネークのことは「おじさん」と呼ぶ。自身の能力を信じないスネークとは折り合いが悪く、棘のある態度が目立つ。スネークのサポートと同時に機内のミネットと交信し、彼女の爆弾解体を支援する。終盤、ハンスとはスネークの別人格であると確信し、スネーク（ハンス）の手下によってロジャーが捕らわれたとテリコに知らせてくる。しかしテリコにスネークを殺すように訴えた直後、銃声と共に通信が途絶えた。死亡したと思われていたが、メタルギア破壊後に再びスネークたちに通信を送る。
その正体はハイジャックの首謀者であり、ネオテニーのNo.16。本名が分かる人間（名を識る者）にACUAを投与すれば、意図通りに操ることができる。かつてロビト島の研究所で被験体となっていた130人の子供の1人であり、蠱毒の儀式による殺し合いに勝ち残ったことでネオテニーとなった。しかし本人曰く、自分の人格はNo.104であり、蠱毒の儀式でNo.16に殺された際に肉体を乗っ取ったと言う。三年前に見張りにACUAを投与し、堂々と研究所を脱走した。事件を起こした動機は、自分に蟲毒の儀式を施してネオテニーにしたBEAGLE、フレミング、ハンス・ディヴィス（エミリオ）への復讐と、憧れの存在であるスネークをハンス・ディヴィスにして自分のものとすることだった。「ピュタゴラス」の要求もこれらの口実に過ぎなかった。実際は遠隔透視などしておらず、ロビト島の施設や地理を把握していたのは、そもそも数年も過ごした場所なのでよく知っていたためである。過去に解決したとされる事件もサイ能力によるものではなくACUAを使った工作であった。
ロジャーに意見してスネークを作戦に引きずりこみ、医療システムのCHAINを通して密かにACUAを投与、彼にハンス・ディヴィスの意識と記憶を植えつけた。更にコンスタンスにミネットとしての架空の記憶を刷り込み、人質にとってフレミングを脅迫して協力させていた。後半にはACUA兵を使ってスネークを妨害するような行為にも出たが、これも全て「遊び」であるという。アリスは憧れの存在であるソリッド・スネークを自分のものにするため、本名のわからないスネークにハンスの記憶を植え付けることで、スネークにハンスの役割と存在を上書きしようとしたのである。しかし、スネークは最後まで自分の二重存在としてのハンスを信じなかったため、アリスの目論みは失敗に終わったのだった。また、当初はミネットをサポートするフリをして最後は爆弾解体に失敗するように仕向け、ハンスと睨んでいるヴィゴをジェット機ごと葬るつもりだったが、ミネットが「その子（No.104）、あなたのことを恨んでないと思う」という予期せぬ発言をしたことで気が変わり、ヴィゴは始末させつつも爆破は取りやめた。
スネークを得ることはできなかったがフレミングとハンスへの復讐は果たしたと満足し、悠々と逃走を図った途端に操っていた人物の精神が逆流して苦しみ出し、その負荷に耐え切れず死亡した。当初はネオテニー特有の事故であると思われたが、実際はミネット（No.104）が同時刻にレナを殺害したためであった。自身がNo.104の人格を持つというのも完全な誤解であり、最期までそれに気付くことはなかった。全て自身の思惑通りに運んでいると思っていたが、操っていたと思っていたミネットには逆に踊らされており、ヴィゴもハンスではなかったことで復讐すらも果たせてはいなかった。
着ているボンバージャケットはロジャーから貰ったものであり、この中に銃を隠し持っていた。その下に着ているのは学校の制服（ブレザー）である。
レオーネ大尉
研究所を占拠した傭兵部隊の隊長。本名ジェフ・ジョーンズ。身長225cmもの巨漢。過去の戦いで左腕を失っている。彼の部隊は合衆国に怨恨を抱き合衆国を撃ち滅ぼすという意思を持つ者たちで構成されている。常人が撃つと肩の骨が砕けると言われるほどの反動、威力を持つ大型対戦車ライフル「シモノフ」を片手で操る。ライフルから撃ち出すのは徹甲弾ではなく、グレネードシェル（炸裂弾）である。
かつてのロジャーの部下。ベトナムで仲間たちから内通者ではないかと疑われ、追っ手を返り討ちにし行方不明となっていた。その後、傭兵部隊を結成し、やがてモロニの反政府組織に雇われて内戦に参加。幾度かの戦いを経て戦局を好転させたものの、試験的に投入されたACUA兵に瞬く間に戦線を押し返され、そのまま内戦は終結。実は雇い主はBEAGLEの管理下の組織であり、全ては利潤のために内戦を長引かせようというBEAGLEの自作自演であった。この事実を知り、合衆国の次はBEAGLEに嵌められたと怒りに燃える中、No.16により「ピュタゴラス」とフレミングの情報がもたらされ、合衆国とBEAGLEへの復讐のために今回の襲撃を決行した。
しかし中盤、ACUA兵により部隊を半壊させられたことで今度はNo.16に利用されたと悟り、スネークと協力する。スネークらが火力発電所の電源を落とすと同時にFARの入り口を開く役割を請け負うも、フレミングに先手を打たれて失敗。残った部下を全滅させられて自身も捕らわれてしまう。その後、ACUAを投与されて正気を失い、スネークらと戦う。最期は正気を取り戻し、「俺ではない」とロジャーに伝えるようスネークに頼み、安らかな死に顔で息を引き取った。
ACUA摂取後はパンジーに異様なこだわりを示し、「パンジーのように…」「お花畑」「パァァァンジイィィィー」などの奇天烈な叫びを上げて戦闘する。使用するカードにも、パンジーショットという技が追加されていた。
ゲリー・マーレー
スネークが任務の途中で出会う、頼りない雰囲気の研究員。担当は実験動物の検疫。レオーネ部隊の追撃から何とか逃げ出したと主張し、スネークに助けを求めてくる。
しかし彼こそがネオテニーを作り出した張本人であり、メタルギアKODOQUEの開発者でもあるウィリアム・L・フレミングである。愛娘コンスタンスをNo.16に人質に取られ、娘を助けるためNo.16に従って様々な工作を行い、スネークに「自分はハンスなのか」という疑念を抱かせる。その一方、内心ではNo.16はコンスタンスを解放する気など無いと気付いており、密かにNo.16への反逆の機会を窺っていた。
終盤、スネークの後方支援であるアリスがNo.16と同一人物だと（＝近くでずっと見張られていたと）知って動揺する。やがてメタルギア格納庫にてスネークがハンスに支配されたと確信し、メタルギアに乗るように促すも実はこの時のスネークはアリスに操られており、BEAGLEへの脅しの核攻撃を行ってはフレミングをその実行犯に仕立て上げようとしたため、堂々と反逆を宣言。スネークを殺し、アリスへの脅迫として彼女が憧れていた南太平洋の島への核攻撃に踏み切るが、正気に戻ったスネークとの死闘の末にメタルギアを破壊されて阻止される。メタルギア内部に入り込んでいたテリコにその悪行を咎められても「メタルギア開発も蠱毒の儀式もハンスに命じられたからやっただけ」と居直り、隙をついて彼女を撃とうとしたが逆に撃たれた。数知れない非道に手を染めながら、娘のことは「100万の命よりも価値がある」と言い放つほどに溺愛しており、最期の瞬間までコンスタンスを想いながら力尽きた。
当人に戦闘能力はほぼ無く、仮にゲーム中に直接戦闘があるとしたら特殊な液体を体内に注入して強化する旨が設定画に書かれている。
ラ・クラウン
変装、催眠術の達人である女性兵士。BEAGLEに雇われている暗殺者であり、No.16の蜂起を受け、「ピュタゴラス」が記録されたディスクを回収するために派遣された。幼少期に事故に合い、顔面にアゲハ蝶の形の大火傷を負っている。それ故に自身をアゲハ蝶と称する。当初はテリコに変装してスネークと接触し、しばらく行動を共にするが、やがて正体を現してスネークと敵対する。最後はFARにて再びテリコに変装し、本物のテリコと見分けが付かない状況でスネークを翻弄するが敗北。「死ぬということは主人公ではなく悪役だった」「悪役なら死ぬ前に主人公の味方をしなければ」という持論からスネークらに情報を与え、自らの火傷をあらわにして息を引き取った。ハンス（エミリオ）に雇われてテリコの父を殺した張本人である。
ヴィゴ・ハッチ
オランダ系アメリカ人で、次期大統領候補の上院議員。ハイジャックに遭う。
No.16であるアリスにはハンス・ディヴィスの正体であると睨まれており、復讐対象となっていた。ヴィゴ自身もNo.16を化け物と言い放っている。終盤、ハイジャック実行犯がレナであることを見抜き、彼女がエミリオの命で動いていると考えて自分側に就くように説得を試みるも、実際にレナが従っていたのはアリスであり、失敗。そのまま殺害される。
実際はヴィゴ自身は「ハーメルンの笛吹き計画」やネオテニーについて知ってこそいたがハンス本人ではなく、「6人の探求者」でもない。かねてより真のハンスであるチャールズによってスケープゴートとするべく、「ヴィゴ・ハッチこそがエミリオ＝ハンス・ディヴィスである」という証拠が各所に散在されており、アリスはそれに騙されて彼こそが復讐対象のハンス・ディヴィスであると考えていた。チャールズからは「利用し甲斐のあるボンクラ」と評されており、事件後は「全ての黒幕であるハンス・ディヴィス（エミリオ）」として、事件の責任を押し付けられた。
レナ・アロー
ヴィゴの秘書兼SPの女性。ヴィゴと共にハイジャックに遭う。臭化ベクロニウムで苦しみながらも機内の調査を行い、ヴィゴに報告する。BEAGLEの人間であり、かつてはエミリオの下で「ハーメルンの笛吹き計画」にも参加していた。
実はハイジャックの実行犯であり、アリスにACUAを投与されて従順な下僕と化している。人形を使ってヴィゴを惑わし、様子見を装ってはガスマスクを付けて乗客を殺害して死体にメッセージを刻んでいた。胸元のペンダントはヴィゴには「母の形見」と言っていたが本当はピンマイクであり、これと腹話術を用いて人形が喋っているように見せかけていた。
最後は自身の犯行を見抜いたヴィゴを殺害。当初の予定ではミネットに爆弾解体を失敗させ、自身はパラシュートで脱出する予定だったが、アリスが爆破を取りやめたことで計画を変更し、最後にミネットを殺してアリスの数字である「16」を刻もうとする。しかしNo.104としての本性を現したミネットに腹部を刺され絶命し、逆にミネットの数字である「104」を刻まれる。同調中だったアリスもその意識の逆流で死亡した。
フランシス&エルジー
ハイジャック犯として登場する姉妹の操り人形。緊張感がなく、とぼけた雰囲気の会話しかしないが、その行動はシビア。レナの腹話術によって操られる、本作の裏の語り部とも言える存在。
ミネット・ドネル
ヴィゴ・ハッチの後席に乗り合わせた少女。離れて暮らす父の元に向かう途中、ハイジャックに巻き込まれる。期せずして旅客機内に仕掛けられた爆弾を探す羽目になり、通信でアリスのアシストを受けながら怖がりつつも奮闘する。アリスとは当初は折り合いが悪かったが、徐々に信頼関係を築いていく。
その正体はフレミングの娘であるコンスタンス・フレミング。ACUAを大量投与され、アリスによって「ミネット・ドネル」の記憶を刷り込まれていた。フレミングを脅迫する人質とし、最後は爆弾解体を失敗させてジェット機を落とすべく利用されていた。アリスとの会話も、ジェット機の墜落が「ミネットが爆弾解体に失敗した結果の悲劇」とする証拠として録音するべく仕組まれたものだった。
だが、それよりも遥か以前に、No.16=アリスとの戦いで肉体を喪失したNo.104の精神に乗っ取られている。かつて「蠱毒の儀式」の最終局面にて、No.16がNo.104の胸にナイフを突き立てた際、No.104の肉体から精神が遊離。No.104はNo.16の肉体を乗っ取ろうとして失敗したが、当のNo.16は靄状のNo.104の精神体を目の当たりにしたことで、自分が「No.104に意識を食われた」と思い込む結果となった。その後、コンスタンスの肉体を乗っ取り、自身を殺したアリスへの復讐を画策。何も知らないコンスタンスを装ってあっさり人質となり、ミネットとして操られたようにも振舞い、アリスに全て目論見通りに運んだと思い込ませていた。最後はヴィゴを殺したレナに命を狙われるが、本性を現してこれを返り討ちにし、同時にレナの精神を逆流させて間接的にアリスも殺害する。
チャールズ・シュマイザー
CIA所属の捜査官で、ロジャーの部下。カナダ・トロント出身。以前から独自にBEAGLEを追っており、今作戦に乗じてベールに包まれているBEAGLEの実体を暴こうとする。
だが、彼こそが本物のハンス・ディヴィス（エミリオ）であり、今回の事件の元凶。万が一に備えて以前より「ヴィゴ＝エミリオ」という偽の証拠を各所に散在させており、今回の事件はアリスがそれに踊らされた結果起きたものである。既に死に体のBEAGLEには利用価値は無くなったと考えており、今回の事件を利用してBEAGLEを潰すべく行動すると同時にスネークを俯瞰し、「バディ」と名乗ってスネークに助言を送っているこの際にNo.16であるアリスとも会話しているが、アリスは相手がヴィゴだと勘違いしていたために「機内で、ずいぶん吸い込んじゃったみたいだけど」と言っている。事件後は思惑通り、ヴィゴ・ハッチに全ての責任と汚名を押しつけて偽装を図った。今回の事件で目を付けたソリッド・スネークを使い、No.16以上のネオテニーを作ろうと目論む。
エミリオ
巨大複合企業BEAGLEの幹部で、絶大な力を持っているとされる。その正体はチャールズの別名。
ハンス・ディヴィス
ロビト理化学研究所の所長で、フレミングとともに機密の研究に関わる。テリコの父の殺害にも関与した。その正体は全くの謎で、スネークの二重存在として彼の意識に干渉、混乱させる。
その正体はエミリオ同様、チャールズの別名。研究所には時々現れていたとされるが誰にもその姿を見せず、アリスも顔を知らなかったがために偽情報を信じてヴィゴ・ハッチであると思い込んでいた。スネークの意識に干渉してきたハンスはアリスの創り出した疑似意識であり、ハンス自身ではない。スネークがエブロ・タワーで出会ったのは、変装したフレミングだった。

## 用語
CHAIN（チェイン）
スネークのスニーキングスーツに装着された簡易医療システム。装着者の健康状態を本部でモニタリングし、異常があれば鎮痛剤投与などの遠隔治療が施せる。しかし、実際にスネークに投与されたのは鎮痛剤ではなく、ネオテニーのアリスがその触媒として利用するACUAだった。ちなみに「CHAIN」とは鎖の意味で、アリスは「スネークとハンス・ディヴィスを繋ぐ鎖」と表現した。
NEKAL（ネカル）
乳製品や寝具を扱う企業。実はBEAGLEの姉妹会社であり、ネオテニーの最終目的の基盤として使われようとしていた。ここが販売する「シルク・パウダー」にはACUAが混入されている。
ハイジャック犯は被害者の死体に数字を刻んでおり、これがアルファベットを示すものであることが4人目に数字が刻まれた段階で明らかになる。数字は「14(N)」「1(A)」「11(K)」「5(E)」であり、アリスは5人目に「19(S)」が刻まれ、「SNAKE」というメッセージになると推測する。しかしこれは数字を刻ませた張本人であるアリス自身が誘ったミスリードであり、スネークがハイジャック犯と関与していると思わせる工作だった。実際に最後の犠牲者であるヴィゴには「12(L)」が刻まれ、最終的に伝えられたメッセージは「NEKAL」だった。
ピュタゴラス
メタルギアKODOQUE（コドク）の別名。正確には、メタルギアKODOQUEのデータの入った光ディスク。
ロビト島
モロニ共和国が領有する孤島であり、本作の舞台。ロビト理化学研究所の他に、発電所、電波塔、遺跡なども存在する。実態はBEAGLEが所有する私有地で、またモロニ共和国自体もBEAGLEの傀儡である。
BEAGLE（ビーグル）
巨大複合企業。名前は幹部6人の偽名（Bob、Edward、Arnold、Greg、Leon、Emirio）の頭文字を並べたもの。「6人の探求者」とも呼ばれ、世界各地で紛争を画策して巨利を得ている。モロニ共和国政府に多大な財政支援を行っており、その実権を握っている。
FAR
「Fremming's Assembling Room（フレミングの集会場）」の略語。ロビト理化学研究所の最奥部にある、限られた科学者しか入ることのできない工場。地下ではメタルギアKODOQUEの開発が行われている。ちなみに「FAR」とは、「極端な考え方」という意味もある。
ACUA（アキュア）
ネオテニー（アリス=No.16）による網陣の触媒となる薬。「Acid Cell Under Alice（アリス支配下の不機嫌な細胞）」の略語。投与された「名を識る者」はネオテニーの操り人形（他者の記憶を植え付けたり、ありもしない幻を見せることができる存在）となる。一定量以上投与された「名を識る者」は自我が崩壊し、ネオテニーの完全なる傀儡と化す。ゲーム後半、この薬を投与されたACUA兵がザコ敵として現れる。
蟲毒の儀式（こどくのぎしき）
BEAGLEによってロビト島で行われていた儀式。世界各国から130人の子供をさらい、その中からネオテニーとなるに相応しい者を選別する事を目的とする。子供達はいずれも何らかのサイ能力を保持しており、彼らを「あらゆる手段」を使って選抜し、勝ち残った十数人の子供を倉庫に閉じ込めて殺し合わせ、最後に生き残った一人にネオテニーとしての能力を与えるとされた。アリスとミネットはこれの生き残りである。「ハーメルンの笛吹き計画」とも呼ばれていた。
本来は陰陽道に由来するもので、壺の中に虫や小動物を入れて共食いさせ、最後に生き残ったものを呪いに使役するというものであり、それを人間で行なったと言える。また、ロビト島で開発されていたメタルギアKODOQUEの名前の由来となっている。
ネオテニー
魂の分離によって構成される多重複合思念。及びその統括者。蟲毒の儀式によって選抜された、他者の思念を操ることのできる人間。アリス（No.16）、そしてミネット（No.104）がこれにあたる。
雛形とされたのは伝説の英雄として知られるソリッド・スネークであり、子供達は「偉大なるスネークの如く、在れ」という合言葉の元で教育を受けていた。そのため、彼らにとってはスネークは憧れの存在であり、生き残りであるアリスも例外ではなかった。

## コラボレーション
- 小阪由佳、吉田亜咲、斉藤優、渋谷えり…小学館のグラビア雑誌「Sabra」とのコラボレーションにカードとして登場。2004年12月23日発売の「sabra No.001」と、2005年1月27日発売の「sabra No.002」に掲載されているパスワードを入力する事で入手が出来る。

## 他作品との関係
同じく野尻が監督を務めた『ゴーストバベル』と同様、『メタルギアソリッド』シリーズ本編と登場人物などに一部共通点はあるが、直接的な関わりはなく、世界観も矛盾しており繋がっていない。
唯一、『ゴーストバベル』に登場する「コペルソーン博士」というキーワードが本作の続編『アシッド2』に登場し、『アシッド2』公式ガイドによれば、『ゴーストバベル』内の無線ドラマ「アイデアスパイ2.5(ツー・ハン)」のコペルソーンと、『アシッド2』に登場するコペルソーンが同一人物であることが語られる形で関連性は匂わされている。しかし公式から『ゴーストバベル』と『メタルギアアシッド』シリーズが同じ世界観であると明言されたことは一度もなく、作中にもこれ以外に繋がりを示す証拠は一切存在していない。

## その他
- ゴーストバベルと同じく本作にも、謎の人物（最後の最後に名前が出てくるが）による謎の会話を2周目クリア時に聞くことができるが、ゴーストバベルの謎の会話と同様にこちらも『アシッド2』で解決されていない。黒幕の動向など本編で未解決の件も含め、『アシッド2』では触れられてさえない。
- ネットでは「ゆったり遊べるメタルギア」という点で一定の評価を受けているが、移動時の操作性や、後半ステージの長さなど、問題点も多くあり、実験ゲームの色が濃い（一部の問題は『アシッド2』で解消された）。
- 作中に登場するモロニ共和国は架空の国家であるが「ロビト」という地名はアンゴラ共和国に実在する。また「モロニ」という地名も実在する。